# Stadion Miejski w Jaworznie
Stadion Miejski w Jaworznie – stadion piłkarski, znajdujący się w Jaworznie w dzielnicy Śródmieście. Jest własnością Miasta Jaworzna. Użytkuje go drużyna piłkarska Szczakowianka Jaworzno i Victoria Jaworzno. W sezonie piłkarskim 2002/2003 obiekt spełniał wymogi Ekstraklasy, wówczas mecze pierwszoligowe rozgrywała na tym obiekcie drużyna piłkarska Szczakowianka Jaworzno.

## Dodatkowe informacje
Stadion Miejski w Jaworznie mieści się przy ulicy Krakowskiej 8 (droga krajowa nr 79). Wyposażony jest w monitoring (4 kamery ruchome, 1 nieruchoma), nagłośnienie, 3 kasy oraz zaplecze sanitarne. Obiekt dostosowany jest do wymogów pierwszoligowych. 
1 września 2005 po raz pierwszy w historii reprezentacja Polski zagrała w Jaworznie na Stadionie Miejskim w eliminacjach młodzieżowych mistrzostw Europy. Przeciwnikiem polskiej reprezentacji była młodzieżowa reprezentacja Austrii.
Na Stadionie Miejskim w Jaworznie częstym gościem jest piłkarska reprezentacja młodzieżowa kobiet w różnych kategoriach wiekowych.

## Dojazd do stadionu
- od strony Krakowa: zjazd z autostrady A4 w dzielnicy Jaworzno Cezarówka i około 3,5 km drogą 79 w kierunku na Katowice.
- od strony Katowic: drogą nr 79 w kierunku na Kraków, do samego stadionu, od granicy miasta około 8 km; lub autostradą A4 w kierunku na Kraków, zjazd w dzielnicy Jaworzno Jeleń, drogą wojewódzką nr 903, a następnie drogą krajową nr 79 pod sam stadion..
- od strony Warszawy, Łodzi lub Bielska-Białej: drogą krajową nr 15 (Warszawa-Bielsko B.) i zjazd w dzielnicy Sosnowiec Jęzor w kierunku na Jaworzno, i dalej drogą nr 79 w kierunku na Kraków, do samego stadionu, od granicy miasta około 8 km.
- dla udających się na mecz koleją: z dworca PKP dojechać można autobusami linii 304, 305 i 307. Wysiąść należy na przystanku "Krakowska Pętla" i kierować się za stację paliw BP. W dzień meczu z dworca PKP często jedzie podstawiany autobus, który kończy trasę pod samym stadionem.
- dla mieszkańców Jaworzna: autobusami A, E, 303, 313, 326, 350, 367, 368